# 16046 Gregnorman
16046 Gregnorman (1999 JK) là một tiểu hành tinh vành đai chính được phát hiện ngày 5 tháng 5 năm 1999 bởi J. Broughton ở Reedy Creek Observatory.